# Siphocampylus splendens
Siphocampylus splendens là loài thực vật có hoa trong họ Hoa chuông. Loài này được (E.Wimm.) Jeppesen ex B.A.Stein miêu tả khoa học đầu tiên năm 1987.